# Citologia em base líquida
Citologia é um método em citologia que apresenta vantagens em relação aos métodos convencionais. Seu surgimento se deu visando atender ao tratamento computadorizado das amostras e suas análises, na leitura das lâminas. O objetivo era uma preparação que apresentasse o mínimo número de sobreposições e objetos não necessários ao diagnóstico no conjunto de células em análise. Foram a princípio, por este motivo, chamados de citologia de monocamada ou camada fina.
É realizado sem a produção de esfregaços desidratados e fixados e destina-se a citologia e histologia de aplicação em medicina, no diagnósticos laboratorial de patologias em diversos tecidos.
Apresenta um conjunto de vantagens comparado com os métodos convencionais. Permite a melhor diusposição das células analisadas, propiciando melhor interpretação do quadro, propicia redução da presença de mucos, exsudatos inflamatórios e hemáceas. Permite a divisão da amostra em lâminas adicionais sem a necessidade de nova coleta de material. Permite a utilização de resíduos para testes por biologia molecular de vírus, como o HPV, e de diversos outros organismos patogênicos ou associados. Para diversas aplicações, como a citopatologia, permite uma detecção mais precisa de lesões, quando comparado com o método clássico, como no Papanicolau, na citologia cervical. Apresenta também menor produção de amostras limitadas ou inadequadas  ao diagnóstico.